# Wendezeit (2019)
Wendezeit ist ein deutscher Fernsehfilm aus dem Jahr 2019, der am 2. Oktober 2019 im Ersten ausgestrahlt wurde.

## Handlung
Die Doppelagentin Saskia Starke gerät in Bedrängnis, als sich im Spätherbst 1989 das Ende der SED-Herrschaft in der DDR ankündigt. Sie arbeitet vordergründig in der amerikanischen Vertretung in West-Berlin, inoffiziell jedoch für die CIA, ist mit einem Amerikaner verheiratet, mit dem sie zwei Kinder hat – und spioniert gleichzeitig als Agentin der Hauptverwaltung A für die Stasi. Als deren Zentrale von der DDR-Bevölkerung gestürmt wird, versucht sie ihre Akte verschwinden zu lassen, damit niemand etwas von ihrer Arbeit für die Stasi erfährt. Die einzige Chance dafür besteht darin, von den Beschäftigten im dortigen Archiv Zugriff auf die gesuchten Unterlagen zu bekommen. Von Markus Wolf erhält sie die Auskunft, dass seine Organisation sie jetzt nicht mehr schützen könne. Das könne nur der KGB und zu dem müsste sie überlaufen, wenn sie vor den Amerikanern sicher sein wolle. Saskia will jedoch weiter versuchen, an ihre Akte zu gelangen.
Jeremy Redman, Saskias Vorgesetzter bei der CIA, ist derweil auf der Suche nach einem Maulwurf in ihrer Organisation. Aufgrund einiger Indizien hat er diesbezüglich Saskia in Verdacht. Um sicher zu sein, will er Saskias Mann Richard dazu bringen, diesen Verdacht zu erhärten. Richard ist verwirrt und will erst einmal für sich selber Sicherheit haben, ob seine Frau Geheimnisse vor ihm hat. Dazu sucht er heimlich in ihren Sachen, fährt nach Kürnach, wo sie angeblich aufgewachsen ist, und dabei wird ihm klar, dass Saskia ihm über ihre Vergangenheit ganz offensichtlich nicht die Wahrheit gesagt hat. Er stellt sie zur Rede, da er sich nun nicht einmal mehr sicher ist, dass sie ihn aus Liebe geheiratet hat, sondern dass er für sie nur Mittel zum Zweck gewesen sein könnte. Unmissverständlich macht Saskia Richard klar, dass sie ihn und ihre Kinder über alles liebt.
Am nächsten Tag wird Saskia von ihrem Kollegen Colin Sanders dabei ertappt, wie sie ihren Namen aus den Unterlagen entfernt, die ein übergelaufener Stasioffizier der CIA geliefert hat. Doch bekommt sie unerwartet Rückhalt und Hilfe von ihrer Kollegin Betsy Jordan, die sich ihr gegenüber als KGB-Agentin zu erkennen gibt und Sanders erschießt. Beide versprechen, ihre Geheimnisse für sich zu behalten und Sanders als den gesuchten Maulwurf zu präsentieren. Der Plan geht auf und Jeremy Redman entschuldigt sich bei Saskia.

## Produktion und Veröffentlichung
Die fiktionale Handlung des Films war ursprünglich auf eine Miniserie ähnlich wie Weissensee oder Ku’damm 56 ausgerichtet, wurde dann aber zu einem zweistündigen Film gekürzt. Dieser wurde vom 8. Oktober 2018 bis zum 16. November 2018 in Berlin und Umgebung gedreht. Produziert wurde er von der Constantin-Tochter Moovie GmbH in Koproduktion mit dem Rundfunk Berlin-Brandenburg (rbb) und der ARD Degeto. Der Moovie-Gründer Oliver Berben wirkte als Executive Producer.
Die Premiere erfolgte am 21. August 2019 als Eröffnungsfilm des Festivals des deutschen Films in Ludwigshafen. Die Ausstrahlung anlässlich des 30-jährigen Jubiläums des Mauerfalls am Vorabend zum Tag der Deutschen Einheit 2019 war Teil eines Themenabends, zu dem auch eine Maischberger-Talkrunde mit dem Titel Spione im Kalten Krieg – Gefährliches Doppelleben gehörte. Wendezeit erreichte 4,29 Millionen Zuschauer und 15,1 Prozent Marktanteil.

## Kritik
Der Journalist Oliver Jungen beurteilte den Film in der FAZ als „vortreffliche[n] Jahrestags-Film“ und als „ein historisch-diskursiv komplett unaufdringliches, wahrhaft spannendes und überragend gespieltes Genrestück, das genug selbstbewusste Lockerheit besitzt, um das spektakuläre Versinken der DDR einfach im Hintergrund zu belassen.“
Der Film-Dienst äußerte sich hingegen weniger überzeugt, vergab dem Film zwei von fünf möglichen Sternen und beurteilte ihn als „in der Abbildung der Emotionen […] weitgehend plakativ“ bleibend. „Auch die Thriller-Elemente überzeugen nur in Ansätzen und werden durch den oberflächlich gezeichneten politischen Hintergrund konterkariert.“
Thomas Geringer von tittelbach.tv wertete: „Die reale Jagd um die Rosenholz-Dateien – Mikrofilme, die alle Klarnamen der DDR-Spione im Westen enthielten – wird als zweistündiges Genrestück erzählt, das ein privates Familiendrama in die (nicht übermäßig überzeugende) Agenten-Action mischt. Interessant sind die Konflikte der Hauptfigur, einer Spionin, die der untergehenden DDR dient und im Westen eine Familie gegründet hat. Ihr berufliches und privates Doppelleben sorgt für Spannung und gedämpft inszenierte Emotion.“
Bei Quotenmeter.de schrieb Martin Seng: „Mit ‚Wendezeit‘ wird ein bedeutsames Stück deutscher Geschichte eindrucksvoll beleuchtet. Das starke Schauspiel, der spannende Plot und der Kampf zweier Geheimdienste sind unterhaltsam, ist aufwendig inszeniert und darf sich zweifelsfrei zu den besseren öffentlich-rechtlichen Produktionen gesellen. Bei dem fast durchgehend spannenden Film fallen die wenigen Längen kaum ins Gewicht und bieten bei zwei Stunden starke Unterhaltung.“